# Pedra Mole
Pedra Mole är en kommun i Brasilien.   Den ligger i delstaten Sergipe, i den östra delen av landet, 1 200 km nordost om huvudstaden Brasília. Antalet invånare är 2 968.
Omgivningarna runt Pedra Mole är huvudsakligen savann. Runt Pedra Mole är det ganska tätbefolkat, med 90 invånare per kvadratkilometer.